# まつゆき型巡視艇
まつゆき型巡視艇（まつゆきがたじゅんしてい、英語: Matsuyuki-class patrol craft）は、海上保安庁の巡視艇の船級。区分上はPC型、公称船型は23メートル型。

## 来歴
海上保安庁の23メートル型PCは、マッカーサー書簡による追加建造分も含めて昭和25年度に大量建造されたはつなみ型では国内造船所各社で分担して建造したものの、独立回復後の「しののめ」以降は、いずれも墨田川造船と東造船所によって建造されてきた。これに対し、昭和38年度計画では、日立造船が新規に設計した高速巡視艇が建造されることになった。これが本型である。

## 設計
船型をレイズド・デッキ型とし、没水部船型をV型とするのは昭和33年度計画艇（「はなゆき」およびみねゆき型）と同様であるが、上記の経緯より、本型は線図から日立造船神奈川工場で新規に設計されている。最大の特徴が船質で、従来の23メートル型PCがいずれも木造艇であったのに対し、本型では、外板は台湾檜の二重張りだが、肋骨・縦通材・上甲板・隔壁・上部構造物をアルミニウム合金とする、いわゆるアル骨木皮構造を採用した。これにより、同じ大きさの木造艇と比して、船体重量は約5トンの軽量化となっていた。なお昭和41年度計画艇より、機関室・舵取機室・前部居住区など底部構造を強化したことから、排水量は3トンの増加となったが、速力にはほとんど影響しなかった。また昭和42年度計画の7番艇より上部構造と配置を変更し、操舵室に海図室を組み入れて荒天時の乗員保護を図っていることから、これらをうみぎり型と区別することもある。
主機関としては、特130トン型PS「あかぎ」と同型の池貝-ベンツMB820Dbディーゼルエンジン（単機出力1,100馬力）を搭載した。同機は国産高速ディーゼルエンジンとしては最も信頼性に優れ実用的であるとされており、25ノットの常用速力を達成した。またこの機関構成では最低速力が10ノット近くという高速になってしまうことから、昭和41年度計画の5番艇よりスリップ運転装置が導入された。ただしこのスリップ運転装置は、当時の技術では信頼性が充分でなく、実運用上はあまり使われなかったとされている。

## 同型船一覧
| 計画年度   | #     | 船名     | 建造               | 竣工          | 解役          |
| ---------- | ----- | -------- | ------------------ | ------------- | ------------- |
| 昭和38年度 | PC-40 | まつゆき | 日立造船神奈川工場 | 1964年3月28日 | 1979年6月6日  |
| 昭和40年度 | PC-41 | しまゆき | 日立造船神奈川工場 | 1966年1月31日 | 1981年1月12日 |
| 昭和40年度 | PC-42 | たまゆき | 日立造船神奈川工場 | 1966年2月7日  | 1981年1月9日  |
| 昭和40年度 | PC-43 | はまゆき | 日立造船神奈川工場 | 1966年3月24日 | 1981年2月9日  |
| 昭和41年度 | PC-44 | やまゆき | 日立造船神奈川工場 | 1967年3月15日 | 1982年1月29日 |
| 昭和41年度 | PC-45 | こまゆき | 日立造船神奈川工場 | 1967年3月15日 | 1982年1月23日 |
| 昭和42年度 | PC-46 | うみぎり | 日立造船神奈川工場 | 1968年3月15日 | 1983年1月31日 |
| 昭和42年度 | PC-47 | あさぎり | 日立造船神奈川工場 | 1968年3月15日 | 1983年2月5日  |
| 昭和44年度 | PC-49 | さぎり   | 日立造船神奈川工場 | 1970年3月31日 | 1985年1月22日 |
| 昭和44年度 | PC-50 | せとぎり | 日立造船神奈川工場 | 1970年3月5日  | 1985年3月8日  |
| 昭和44年度 | PC-51 | はやぎり | 日立造船神奈川工場 | 1970年3月5日  | 1985年2月8日  |